# Amaggi

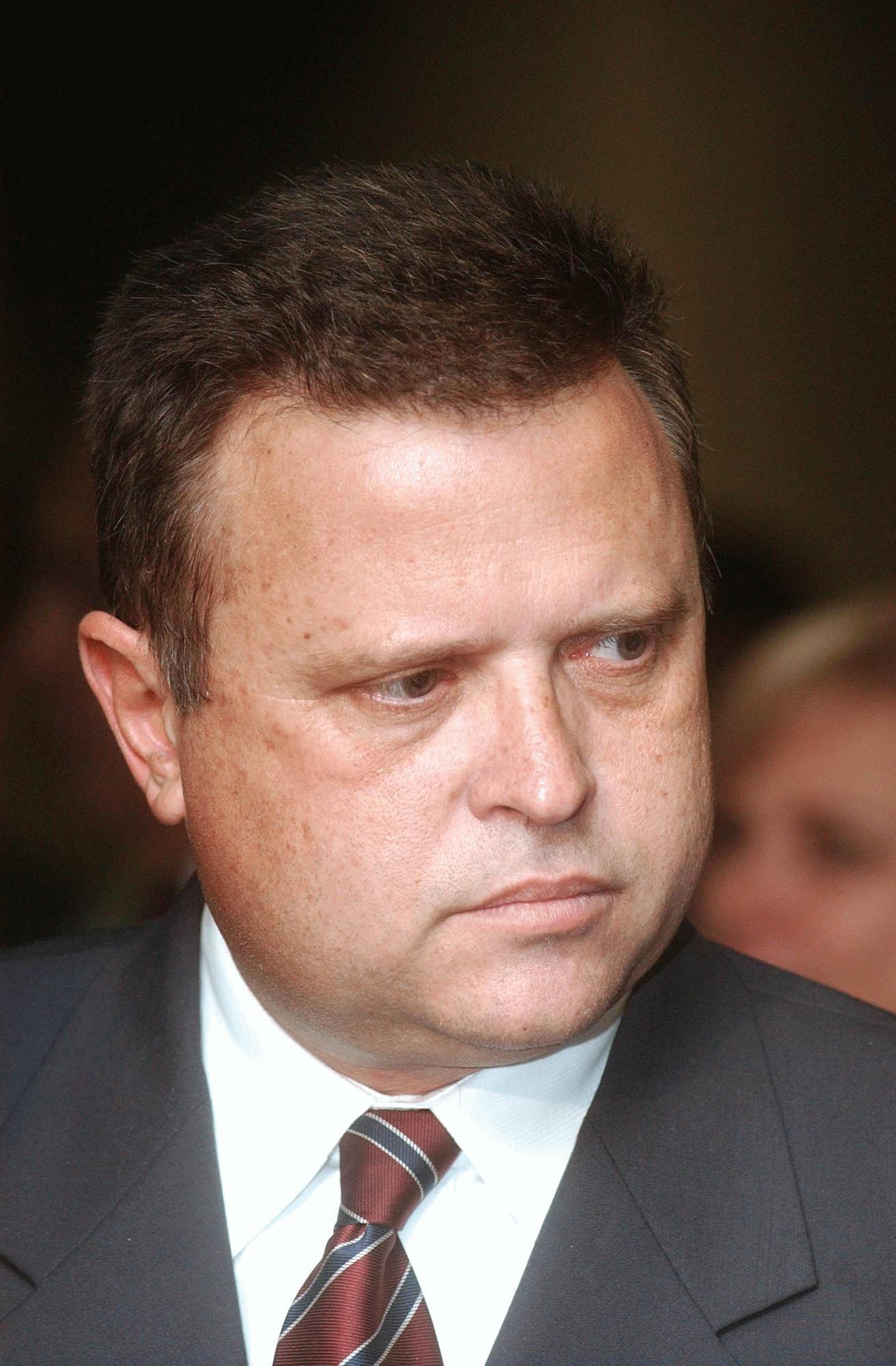
Blairo Maggi en 2003, propriétaire d'Amaggi et considéré comme l'un des 100 Brésiliens les plus influents.

Amaggi est le premier groupe mondial dans le soja. Fondé à la fin des années 1970 par le Brésilien André Antonio Maggi à São Miguel do Iguaçu (Paraná), il est aujourd'hui dirigé par son fils, Blairo Maggi, lequel a été élu gouverneur du Mato Grosso en 2003-2007 et 2007-2010, et a été considéré par la Revista Época comme l'un des 100 Brésiliens les plus influents en 2009. Spécialisé à l'origine dans les semences et la récolte du soja, il a aujourd'hui une forte présence dans l'agriculture brésilienne, cultivant aussi du coton et du maïs. Propriétaire de nombreuses fazendas, le groupe est aussi impliqué dans les fertilisants, la navigation fluviale (via sa filiale Corredor Noroeste de Exportação), nécessaire pour le transport du soja et donc permettant une stratégie d'intégration verticale.
Il possède deux usines de transformation du soja, l'une à Cuiabá (Mato Grosso), d'une capacité de 1 600 tonnes par jour, et l'autre à Itacoatiara (Amazonie), d'une capacité de2 000 tonnes par jour. Ses 39 unités de stockage du soja couvrent la totalité des besoins de l'État de Rondônia et les 3/4 de ceux du Mato Grosso. Le soja est transféré par voie ferroviaire jusqu'à Porto Velho, où il est stocké par le groupe, puis transporté sur le Rio Madeira avant de rejoindre l'Amazonie via le port d'Itacoatiara.
Il est également propriétaire de deux petites centrales hydro-électriques à Sapezal (Mato Grosso).